# Mikuszowice Krakowskie (gromada)
Mikuszowice Krakowskie – dawna gromada, czyli najmniejsza jednostka podziału terytorialnego Polskiej Rzeczypospolitej Ludowej w latach 1954–1972.
Gromady, z gromadzkimi radami narodowymi (GRN) jako organami władzy najniższego stopnia na wsi, funkcjonowały od reformy reorganizującej administrację wiejską przeprowadzonej jesienią 1954 do momentu ich zniesienia z dniem 1 stycznia 1973, tym samym wypierając organizację gminną w latach 1954–1972.
Gromadę Mikuszowice Krakowskie z siedzibą GRN w Mikuszowicach (obecnie w granicach Bielska-Białej) utworzono – jako jedną z 8759 gromad na obszarze Polski – w powiecie bielskim w woj. stalinogrodzkim, na mocy uchwały nr 15/54 WRN w Stalinogrodzie z dnia 5 października 1954. W skład jednostki wszedł obszar dotychczasowej gromady Mikuszowice (Krakowskie) ze zniesionej gminy Biała w tymże powiecie. Dla gromady ustalono 20 członków gromadzkiej rady narodowej.
20 grudnia 1956 województwo stalinogrodzkie przemianowano (z powrotem) na katowickie.
1 stycznia 1969 gromadę Mikuszowice Krakowskie zniesiono przez włączenie jej obszaru do sąsiadującego z nią miasta (na prawach powiatu) Bielska-Białej.